# Macajalar Bay
Macajalar Bay – głęboka zatoka na Morzu Mindanao, położona północnej stronie wyspy Mindanao, u wybrzerzy prowincji Misamis Oriental, w południowej części Filipin. Miasto Cagayan de Oro, będące centrum regionalnym Mindanao Północnego (Region X), jest umiejscowione przy jednym z głębokich portów w zatoce. Nad zatoką leży 12 gmin prowincji Misamis Oriental.

## Degradacja środowiska
Pod koniec lat 80. Mindanao Północne doświadczyło gwałtownego rozwoju gospodarczego ze względu na rozwój infrastruktury, migrację mieszkańców z innych części Mindanao, uciekających z powodu rozwijających się tam konfliktów, oraz spekulacje związane z planami utworzenia nowego korytarza przemysłowego Cagayan de Oro-Iligan. Z tego powodu środowisko i środki do życia tradycyjnych społeczności rolniczych i rybackich znalazły się w dużym niebezpieczeństwie.
W połowie lat osiemdziesiątych Mindanao Północne stało się jednym z trzech głównych miejsc rozwoju na południowych Filipinach, z Cagayan de Oro jako centrum handlowym i przemysłowym. Leżące nad zatoką Macajalar miasto Cagayan de Oro stało się głównym portem przemysłowym i miejscem gdzie przypływali nowi migranci i osadnicy. Od miasta klasy trzeciej w latach siedemdziesiątych, Cagayan de Oro urosło do prawie półmilionowej metropolii w ostatnich latach XX wieku. Jednak nagły rozwój gospodarczy spowodował również spekulacje ziemią, nielegalną wycinkę drzew, piractwo, rabunkowe połowy ryb i niekontrolowane wydobycie kopalin oraz zanieczyszczenia związane z transportem i przemysłem.
Obecnie, wiele zakładów przemysłowych w i wokół Cagayan de Oro wciąż zatruwa zatokę dużą ilością zanieczyszczeń.